# Валентина Зенкина
Валентина Ивановна Зенкина (по мъж Сачковская; родена на 13 май 1927 г., Дорогобуж, Смоленска губерния) – медицинска сестра, участник в защитата на Брестката крепост и партизанското движение по време на Великата отечествена война.

## Биография
Валентина Зенкина е родена на 13 май 1927 г. в град Дорогобуж, Смоленска губерния (сега Смоленска област) в семейство на военен. Бащата на Валентина Иван Иванович Зенкин е бригадир на музикалния взвод на 333-ти инженерен полк. През 1940 г. семейството се премества в град Брест. През 1941 г. Валентина завършва седем класа на средно училище № 15 в град Брест.
В началото на Великата отечествена война тя участва в отбраната на Брестката крепост. Бащата на Валентина, подобно на много войници от Брестката крепост, загива в първите дни на войната. Тя превързва ранените, събира патрони и ги носи на отбраняващите се войници на Червената армия. След превземането на Брестката крепост от германските войски тя живее в окупирания Брест и участва в младежкото нелегално движение, заедно със съмишленици подготвя и изпълнява планове за бягство на съветски военнопленници от германски лагери.
Валя Зенкина, заедно с Вера Кравцова, спасяват 17 души от гетото, но германците залавят един от тях. Той не издържал на мъченията и издал приятеля ѝ, който след това бил застрелян. Валентина се присъединява към партизанския отряд, където се бие заедно с възрастните. За смелост и смелост, проявени по време на войната, тя е наградена с орден Червена звезда.
След войната се премества в град Могильов, Беларуска ССР. Повече от 35 години е работила като учител в различни професионални гимназии в града.
След пенсионирането си тя започва да извършва военно-патриотична работа и да участва в групи за издирване на артефакти, свързани с войната.